# 2,4-ジニトロトルエン
2,4-ジニトロトルエン（英語: 2,4-dinitrotoluene、DNT）は、化学式が C7H6N2O4 の有機化合物である。淡黄色の結晶性固体で、トリニトロトルエン (TNT) の前駆体としてよく知られている。主にトルエンジイソシアネート (TDI) の前駆体として製造されている。
トルエンの水素原子2個がニトロ基に置き換わった構造を持つ。6種の構造異性体が存在するが、トルエンのジニトロ化で得やすいのは、2,4-ジニトロトルエン、2,6-ジニトロトルエンの2種の異性体である。火薬や爆薬に混ぜて利用される。

## 製造
トルエンを混酸で硝化して製造される。